# Nicolaïte de Chaillot
La Nicolaïte de Chaillot est un patronage situé dans le 16e arrondissement de Paris et toujours attaché à la paroisse Saint-Pierre-de-Chaillot. Il propose diverses activités sportives et artistiques.

## Les premiers pas
En 1895, lors de sa nomination à la paroisse Saint-Pierre de Chaillot, l’abbé Louis Nicolas se trouve chargé des jeunes de l’école des Frères de l’avenue George-V et des établissements laïques du quartier. On[Qui ?] joue aux échasses, à la balle au chasseur, on est acteur, musicien, on organise des promenades dominicales. Le 31 mai 1896 on inaugure la salle des fêtes sous la chapelle des catéchismes avec Saint Louis, drame historique en 5 actes. Ensuite la conférence Saint-Vincent-de-Paul, le cercle d’études, les disciplines sportives prospèrent jusqu’au décès accidentel de l’abbé Nicolas le 7 mars 1907. Alors que les lois sur la séparation de l’Église et de l’État menacent, Henri Bretagne déclare l’Association Louis-Nicolas, enregistrée au journal officiel du 20 septembre 1907. Les premiers directeurs en sont les abbés Loutil  et Aulagne assistés de sœur Marie Augustine, sœur de l’abbé Nicolas, jusqu’à sa mort en 1923.

## L’entre-deux guerres
Au printemps 1919, l’abbé Clermont, nouveau vicaire de Saint-Pierre-de-Chaillot, décide de l’appellation actuelle de Nicolaïte de Chaillot et ajoute aux activités existantes une section de gymnastique confiée à Émile Richard, venu de l'Avant-Garde de Montmartre et originaire de la Saint-Georges d'Argenteuil en Seine-et-Oise. Dès 1928 la Nico est championne de France de la Fédération gymnastique et sportive des patronages de France (FGSPF) à Verdun et le reste 10 fois de 1928 à 1939. Antoine Schlindwein est sélectionné olympique en 1936 aux jeux olympiques de Berlin. Depuis 1919 également le chalet des Saines Vacances à Saint-Laurent-sur-Mer (Calvados) accueille en été la colonie où se lient les amitiés sportives qui préparent les rencontres sur les stades. À partir de 1931 l’athlétisme et le football prennent leur essor pour arriver à leur sommet 4 ans plus tard. Le théâtre continue sur sa lancée et présente plus de 70 pièces pendant cette période.

## L’Occupation
Le chalet est détruit pour la construction du mur de l'Atlantique et c’est à cet endroit que s’effectue le débarquement d’Omaha Beach. De nombreux chaillotins s’engagent dans la Résistance tels Sallaz et Reisse arrêtés et fusillés, Pelletier déporté à Buchenwald et Rodriguez,  qui réchappe d'une condamnation à mort en juin 1944. Dix-huit jeunes s’engagent à la libération dans la première armée française et participent aux dernières étapes de la guerre.
La Nicolaïte poursuit ses activités pendant l’Occupation sous la direction de l’abbé Chaptal et les encouragements du chanoine Clamorgan, curé de la paroisse, frère de Madeleine Daniélou. Malgré les absents, les sections de gymnastique, d'athlétisme et de football poursuivent leurs chemins, la colonie est réorganisée aux environs de Paris et le patronage fonctionne régulièrement.

## Le renouveau
En 1945 la section de gymnastique féminine, L’avenir de Chaillot, est créée à l’initiative de l’abbé de Poret ; Émile Richard en est moniteur et la présidente est Mme de Poncheville, championne de France 1948 de la Fédération sportive de France (FSF). Dès l’année suivante la gymnastique masculine est à nouveau championne de France en 1946, 1949, 1955, 1956 sous la direction de Roger Colas. Le football et l’athlétisme redémarrent alors que les activités culturelles, le théâtre et le foyer évoluent avec le cinéma et les transports motorisés. La colonie de vacances se réimplante au château de Sansac-de-Marmiesse (Cantal) puis en 1970 à Yvoux dans les Vosges. Grâce au dynamisme de l’abbé de Poret le siège parisien est reconstruit. Après plus de 15 ans au service de la Nico, il la quitte en 1964.
Après lui le prêtre-directeur devient un aumônier et avec des présidents formés dans les rangs — Robert Hervet (1953 à 1964), auteur d’une Histoire de la Nicolaïte (1947) et d’une Histoire de la FGSPF (1948), J. L. Tassin (1965 à 1972), A. Noireau (1973 à 1980) — la Nicolaïte s’oriente vers une prise en charge par les laïcs. Si elle perd des activités comme l’athlétisme et la gymnastique masculine, elle en retrouve de nouvelles comme le judo en 1965, la gymnastique féminine lorsqu'elle intègre L'avenir en 1968, le tennis en 1972, le volley-ball, le handball, le tennis de table et le théâtre qui continue au rythme de ses animateurs.

## L’ère des laïcs

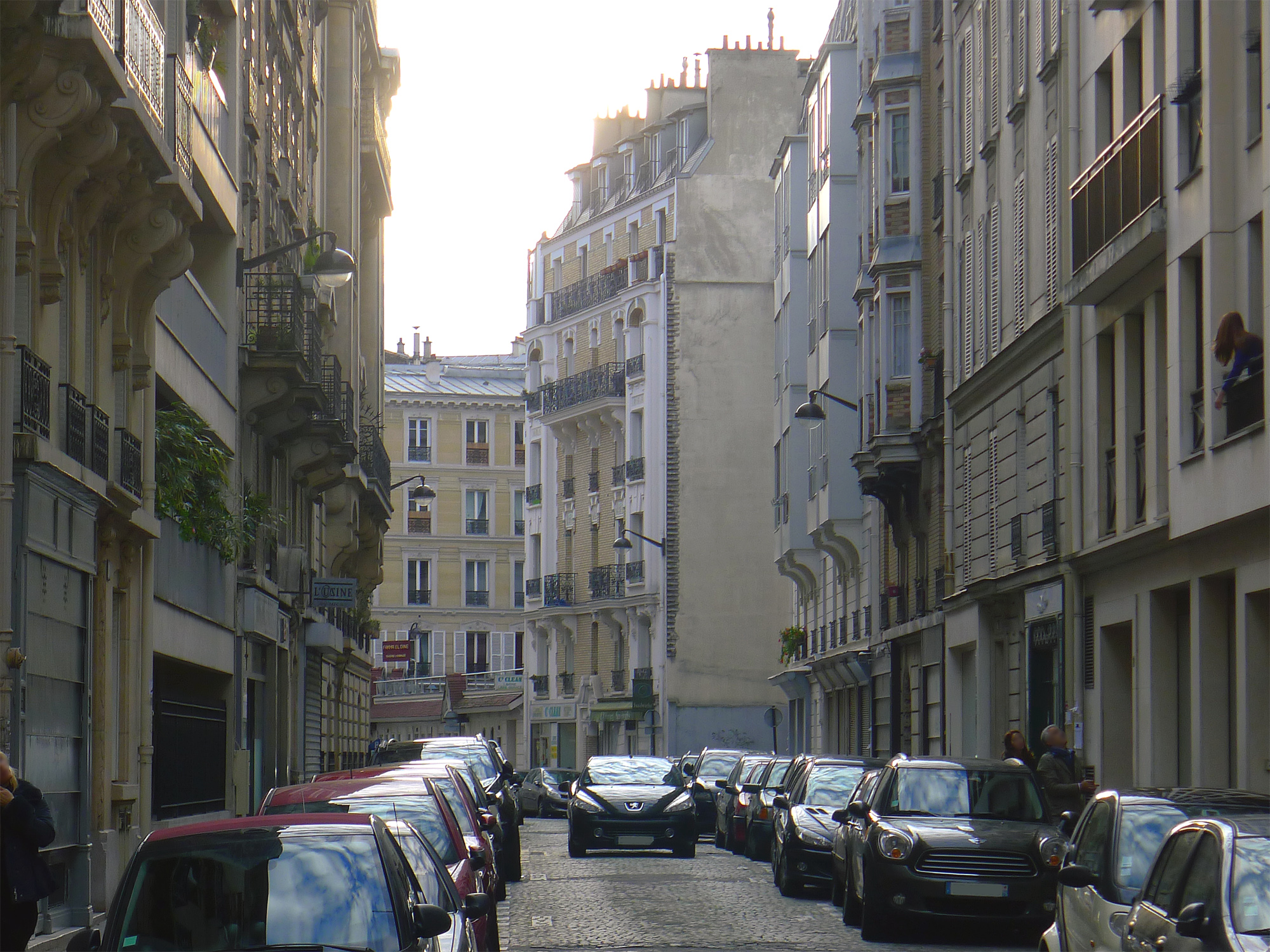
La rue du Bouquet-de-Longchamp

En 1980 le dernier aumônier, le père Renaudin, n’étant pas remplacé, la Nicolaïte est reprise par ses bénévoles attachés à l'identité catholique. Les couches sociales se modifient et manifestent de nouveaux besoins. Beaucoup de mères de famille travaillent et la Nicolaïte ouvre des sections mini-tennis et poussines en gymnastique pour répondre à leurs attentes. La section théâtre renaît en 1987 avec le soutien moral et matériel du père Armogathe pendant tout son ministère à Saint-Pierre de Chaillot. En 1995, la Nicolaïte fête son centenaire par de nombreuses manifestations tout au long de l’année. Mgr Jean-Marie Lustiger, cardinal archevêque de Paris, célèbre une messe d’action de grâce à Saint-Pierre de Chaillot. En 1997, un centre aéré accueille les jeunes de 7 à 12 ans chaque mercredi et lors des petites vacances scolaires. La chapelle Notre-Dame-de-Liesse au rez-de-chaussée de l’immeuble de la rue du Bouquet-de-Longchamp est ouverte aux paroissiens du quartier. En 1998, une fresque inspirée par le père Didier Le Riche, curé de Saint-Pierre de Chaillot, orne la façade de l’immeuble alors qu’un nouveau gymnase et son foyer sont inaugurés. En 1999, le comité départemental olympique et sportif de Paris décerne à la Nicolaïte son trophée olympique pour les résultats de ses équipes de football, tant à la Fédération sportive et culturelle de France (FSCF) qu’en ligue de Paris de la Fédération française de football (FFF).

## LeXXIesiècle
Au début du XXIe siècle, beaucoup d’animateurs sont salariés par l’association mais ils y donnent du temps à titre bénévole et y reviennent régulièrement quand ils la quittent pour évoluer professionnellement. Depuis le 1er septembre 2014, les locaux de la Nico sont à nouveau en réhabilitation totale pour 2 ans et elle est accueillie provisoirement dans ceux de la paroisse Saint-Pierre-de-Chaillot au 31 avenue Marceau. Elle propose à ses adhérents : arts martiaux, gymnastique, ping-pong, tennis, théâtre, chorale, diverses disciplines musicales, patronage, centre de vacances et de loisirs, aide scolaire et catéchèse.

## Notoriété
Un ouvrage consacré à l'association dû à Robert Hervet et préfacé par Edmond Loutil, dit Bernard l'Hermite, a été édité et tiré à 2000 exemplaires chez Michel Guy en 1947.